# Oniticellus fulvus
Oniticellus fulvus är en skalbaggsart som först beskrevs av Johann August Ephraim Goeze 1777.  Oniticellus fulvus ingår i släktet Oniticellus, och familjen bladhorningar. Arten har ej påträffats i Sverige.